# (20318) 1998 GZ
1998 جي زد (ويعرف أيضًا باسم (20318) 1998 جي زد وفق تسمية الكوكب الصغير) (بالإنجليزية: 1998 GZ)‏ هو كويكب ضمن حزام الكويكبات؛ وترتيبه 20318 من حيث الاكتشاف.
اكتُشف هذا الجُرم الفلكي بواسطة تاكيشي أوراتا ‏ في 3 أبريل 1998.

## وصلات خارجية
- (20318) 1998 GZ في قاعدة بيانات مختبر الدفع النفاث لأجرام النظام الشمسي الصغيرة

- الاكتشاف · مخطط المدار ·  العناصر المدارية · المعلمات المادية

- (20318) 1998 GZ على موقع ويكي سكاي: DSS2, SDSS, GALEX, IRAS, Hydrogen α, X-Ray, Astrophoto, Sky Map, Articles and images